# Jørgen Vig Knudstorp
Jørgen Vig Knudstorp, né le 21 novembre 1968 à Fredericia au Danemark, est un chef d'entreprise danois.
Alors qu'il faisait partie de l'entreprise The Lego Group depuis 2001, il succède à Kjeld Kirk Kristiansen en tant que président-directeur général en octobre 2004. Grâce à sa politique de suppressions d'emplois et de délocalisations, et un recentrage sur les jeux de construction, le groupe a recommencé à faire d'importants bénéfices, alors qu'il avait dû faire face à une perte de plus de 300 millions de dollars en 2004. Entre 2005 et 2010, son chiffre d'affaires est passé de 7 à 16 milliards de couronnes.
En décembre 2016, il quitte son poste de PDG pour diriger la filiale Lego Brand, et est remplacé par le britannique Bali Padda,,.